# ×Secalotricum
×Secalotricum ist ein Getreide. Es ist eine Kreuzung aus Weizen (Triticum aestivum L.) als männlichem und Roggen (Secale cereale L.) als weiblichem Partner. Der Name ist aus SECALe und TRItiCUM zusammengesetzt. Die umgekehrte Kreuzung ergibt Triticale.

## Wirtschaftlichkeit
In der Regel erreicht Secalotricum nicht die an Nahrungsgetreide zu stellenden qualitativen Ansprüche. Die Getreideart ist weitgehend ohne wirtschaftliche Bedeutung.

## Züchtung
Die Möglichkeit der Kreuzung Secale × Triticum ist seit vielen Jahrzehnten bekannt, jedoch kompliziert.